# Oudzweeds
Oudzweeds (Modern Zweeds: fornsvenska) is de naam voor twee verschillende stadia van de Zweedse taal die gesproken werd in de middeleeuwen: Vroeg Oudzweeds (klassisk fornsvenska), gesproken van rond 1225 tot 1375, en Laat Oudzweeds (yngre fornsvenska), gesproken van 1375 tot 1526. 
Oudzweeds ontwikkelde zich van Oudoostnoords, het oosterse dialect van Oudnoords. Het eerste Zweeds en Deens, gesproken tussen de jaren 800 en 1100, waren dialecten van Oudoostnoords en zij worden ook wel Runen-Zweeds en Runen-Deens genoemd omdat in die tijd de tekst in runenalfabet geschreven werd. De verschillen waren klein, de dialecten begonnen zich echter van elkaar te onderscheiden in de 12e eeuw en verwerden tot Oudzweeds en Ouddeens in de 13e eeuw. Het is niet bekend wanneer precies Oudgutnish en Elfdaals begonnen af te wijken van Zweeds, maar Oudgutnish scheidde zich lang voor Ouddeens af.
Vroeg Oudzweeds verschilde opvallend van modern Zweeds wat betreft complexiteit van de naamvallenstructuur en had grammaticaal nog geen vermindering van het geslacht ondergaan zodat het drie geslachten had. Zelfstandige naamwoorden, bijvoeglijke naamwoorden, voornaamwoorden en bepaalde cijfers waren verbogen in vier naamvallen: nominatief, genitief, datief en accusatief.

## Ontwikkeling

### Vroeg Oudzweeds
Het schrijven van de Westrogotische wet markeerde het begin van Vroeg-Oudzweeds (Klassisk fornsvenska van Äldre Fornsvenska; 1225–1375), dat zich ontwikkeld had uit het Oudoostnoords. Het was het eerste Zweedse document geschreven in het Latijnse alfabet en de oudste fragmenten dateren uit rond het jaar 1225.
Oudzweeds was tamelijk stabiel gedurende deze periode. De uit Oernoords geërfde fonologische en grammaticale systemen waren relatief goed bewaard gebleven en ondervonden geen grote veranderingen.
De meeste teksten van de Vroeg-Oudzweedse periode zijn geschreven in Latijn, omdat dat de taal van de wetenschap en de Katholieke Kerk was. 
Niettemin werd Oudzweeds eveneens gebruikt als literaire taal, en in het bijzonder wetten werden erin geschreven; van de 28 nog bestaande manuscripten uit deze periode bevatten 24 wetteksten. Veel van de kennis van Oudzweeds komt van deze wetteksten. In aanvulling op de wetgeving, zijn sommige religieuze en poëtische teksten ook geschreven in het Oudzweeds.

#### Leenwoorden
De Katholieke Kerk en haar verscheidene kloosterorden voerden veel nieuwe Griekse en Latijnse leenwoorden in in de Oudzweedse taal. Vooral Latijn had een invloed op de geschreven taal. 
De Nederduitse taal heeft Oudzweeds ook beïnvloed dankzij de economische en politieke macht van de Hanze gedurende de 13e en 14e eeuw. Veel Duitstaligen emigreerden naar de Zweedse steden en werkten in de handel en administratie. Als gevolg hiervan zijn leenwoorden met betrekking tot oorlogsvoering, handel, ambachten en bureaucratie rechtstreeks uit het Duits overgenomen, samen met enige grammaticale achtervoegsels en voegwoorden. De voorvoegsels be-, ge- en för- die kunnen worden gevonden in het begin van modern Zweedse woorden kwamen van de Nederduitse woorden be-, ge- en vor-. Sommige woorden werden vervangen door nieuwe: het inheemse woord voor raam-, vindøgha (vergelijkbaar met het Engelse window, werd vervangen door fönster (lijkend op het Nederlandse venster), eldhus (keuken) werd vervangen door kök en gælda (betalen) door betala. Veel maritieme woorden werden geleend van het Nederlands.
De invloed van Nederduits was zo groot dat het flexiesysteem van Oudzweeds grotendeels werd afgebroken.

### Laat-Oudzweeds
In tegenstelling tot Vroeg-Oudzweeds onderging Laat-Oudzweeds veel veranderingen met inbegrip van een vereenvoudiging van het grammaticale systeem en een klinkerverandering, zodat in de 16e eeuw de taal meer op modern Zweeds leek dan voorheen. Het drukken van het Nieuwe Testament in het Zweeds in 1526 betekende het begin van het moderne Zweeds.
In deze periode heeft Oudzweeds een grote hoeveelheid nieuwe woorden, in de eerste plaats uit het Latijn, Duits en Nederlands. Toen het land in 1397 deel werd van de Kalmar Unie, brachten vele Deense schrijvers Deens in de geschreven taal. 

## Orthografie
Oudzweeds gebruikte sommige letters die niet meer in modern Zweeds te vinden zijn: æ en ø werden gebruikt waar in modern Zweeds ä en ö, en þ kon staan voor zowel een stemhebbende dentale fricatief (th als in het Engelse woord the) en een stemloze dentale fricatief (th als in het Engelse woord thing). In het latere deel van de 14e eeuw werd þ vervangen door th en dh.
Het grafeem i kon staan voor zowel de fonemen /i/ en /j/ (bijvoorbeeld siäl (ziel), själ in modern Zweeds). De grafemen u, v en w werden gebruikt inwisselbaar met de fonemen /v/ en /u/ (bijvoorbeeld vtan (zonder), utan in modern Zweeds), en w kon soms ook staan voor de medeklinkercombinaties /vu/ en /uv/: dwa (duva of duif).
Bepaalde afkortingen werden gebruikt bij het schrijven, zoals mꝫ voor medh (modern med, Nederlands: met). De lettercombinaties aa en oe werden vaak zo geschreven dat een van de letters als kleinere letter boven de ander stond. Dit leidde tot de ontwikkeling van de moderne letters å, ä en ö.

## Fonologie
De stam lettergreeplengte in Oudzweeds kan kort (VC), lang (V:C, VC:) of overlang (V:C:). Gedurende de Laat-Oudzweedse periode zijn de korte stam lettergrepen verlengd en de overlange (V:C:) ingekort, zodat modern Zweeds alleen de combinaties V:C en VC: kent. 
In tegenstelling tot in modern Zweeds, leidde een korte klinker in Oudzweeds niet tot een lange medeklinker.
Er waren acht klinkers in Vroeg-Oudzweeds: /iː, yː, uː, oː, eː, aː, øː, εː/. Een klinkerverandering (stora vokaldansen) trad op tijdens de Laat-Oudzweedse periode, wat de volgende gevolgen had: 
- [aː] werd [oː] (blā [blaː] → blå [bloː], blauw)
- [oː] werd [uː] (bōk [boːk] → bok [buːk], boek)
- [uː] werd [ʉː] (hūs [huːs] → hus [hʉːs], huis)

De klanken van de medeklinkers waren grotendeels dezelfde als in modern Zweeds, met de opmerkelijke uitzondering van de stemhebbende dentale fricatief (IPA: ð) en de stemloze dentale fricatief (IPA: θ), die niet bestaan in modern Zweeds.

## Grammatica

### Naamwoordelijke morfologie

#### Vroeg-Oudzweeds
Het opvallendste verschil tussen Oudzweeds en modern Zweeds was het meer complexe grammaticale systeem van de eerstgenoemde taal. In Oudzweeds werden zelfstandige naamwoorden, bijvoeglijke naamwoorden, voornaamwoorden en bepaalde cijfers verbogen in vier naamvallen (nominatief, genitief, datief en accusatief), terwijl in modern Zweeds het naamvallensysteem volledig verdwenen is. Er waren daarnaast drie grammaticale geslachten (mannelijk, vrouwelijk en onzijdig), terwijl er slechts twee voorkomen in modern Zweeds.
Declinaties (verbuigingen) van zelfstandige naamwoorden zijn in twee categorieën onderverdeeld: zwakke en sterke. 
De zwakke mannelijke, vrouwelijke en onzijdige naamwoorden hadden hun eigen declinaties en ten minste drie groepen van sterke mannelijke zelfstandige naamwoorden, drie groepen van sterke vrouwelijke zelfstandige naamwoorden en een groep van sterke onzijdige zelfstandige naamwoorden kunnen worden geïdentificeerd. Hieronder is een overzicht van het declinatiesysteem van de zelfstandige naamwoorden:
Het declinatiesysteem van de zelfstandige naamwoorden
- Klinkerstammen (sterke verbuiging)
  - a-stammen
    - a-stammen
    - ja-stammen
    - ia-stammen

  - ō-stammen
    - ō-stammen
    - jō-stammen
    - iō-stammen

  - i-stammen
  - u-stammen
- Klinkerstammen (zwakke verbuiging)
  - u-stammen
    - an-stammen
    - ōn-stammen, ūn-stammen
    - īn-stammen
- Medeklinkerstammen
  - Eenlettergrepige stammen
  - r-stammen
  - nd-stammen

Enkele voorbeelden van zelfstandige naamwoorden: fisker (vis), sun (zoon), siang (bed), skip (schip), biti (een beetje) en vika (week).
|         | Mannelijke a-stammen | Mannelijke u-stammen | Vrouwelijke ō-stammen | Onzijdige a-stammen | Mannelijke an-stammen | Vrouwelijke ōn-stammen |
| ------- | -------------------- | -------------------- | --------------------- | ------------------- | --------------------- | ---------------------- |
| Sg.Nom. | fisker               | sun                  | siang                 | skip                | biti                  | vika                   |
| Sg.Gen. | fisks                | sunar                | siangar               | skips               | bita                  | viku                   |
| Sg.Dat. | fiski                | syni                 | siangu                | skipi               | bita                  | viku                   |
| Sg.Acc. | fisk                 | sun                  | siang                 | skip                | bita                  | viku                   |
| Pl.Nom. | fiskar               | synir                | siangar               | skip                | bitar                 | vikur                  |
| Pl.Gen. | fiska                | suna                 | sianga                | skipa               | bita                  | vikna                  |
| Pl.Dat. | fiskum               | sunum                | siangum               | skipum              | bitum                 | vikum                  |
| Pl.Acc. | fiska                | syni                 | siangar               | skip                | bita                  | vikur                  |

#### Laat-Oudzweeds
Tegen het jaar 1500 was het aantal naamvallen in Oudzweeds teruggebracht van vier (nominatief, genitief, datief en accusatief) naar twee (nominatief en genitief). De datieve naamval bleef echter bestaan in enkele Zweedse dialecten tot in de 20e eeuw.
Andere grote veranderingen zijn het verlies van het verbuigingensysteem voor mannelijke en vrouwelijke zelfstandige naamwoorden, voornaamwoorden en bijvoeglijke naamwoorden in de loop van de 15e eeuw, waardoor er slechts twee geslachten in de Zweedse taal overbleven. De oude datieve vormen van de persoonlijke voornaamwoorden werden de object vormen (honom, henne, dem; hem, haar, hun) en -s werd gebruikelijk voor de uitgang van het genitief enkelvoud.

### Bijvoeglijk naamwoord
De verbuiging van bijvoeglijke naamwoorden en bepaalde cijfers was afhankelijk van het geslacht en de naamval waar het zelfstandig naamwoord in vervoegd was. 
Hieronder staat een tabel met verbuigingen van zwakke bijvoeglijke naamwoorden
|                              | Mannelijk | Vrouwelijk | Onzijdig |
| ---------------------------- | --------- | ---------- | -------- |
| Enkelvoudig nominatief       | -i, -e    | -a, -æ     | -a, -æ   |
| Enkelvoudig verbogen naamval | -a, -æ    | -u, -o     | -a, -æ   |
| Meervoud                     | -u, -o    | -u, -o     | -u, -o   |

(Alle naamvallen behalve nominatief zijn verbogen)

### Werkwoorden
In Oudzweeds werden werkwoorden vervoegd overeenstemmend met persoon en aantal. Er waren vier  vervoegingen van zwakke werkwoorden en zes groepen sterke werkwoorden. Gedurende de Laat-Oudzweedse periode zijn de werkwoordvervoegingen vereenvoudigd, en ging congruentie van de persoon verloren.

#### Sterke werkwoorden
De werkwoorden in onderstaande tabel zijn bīta (bijten), biūþa (aanbieden), værþa (worden), stiæla (stelen), mæta (meten) en fara (gan).
| Sterke werkwoorden                                | Sterke werkwoorden | Sterke werkwoorden | Sterke werkwoorden | Sterke werkwoorden | Sterke werkwoorden | Sterke werkwoorden |
|                                                   | I groep            | II groep           | III groep          | IV groep           | V groep            | VI groep           |
| ------------------------------------------------- | ------------------ | ------------------ | ------------------ | ------------------ | ------------------ | ------------------ |
| Infinitief (onbepaalde wijs)                      | bīta               | biūþa              | værþa; varþa       | stiæla; stæla      | mæta; miæta        | fara               |
| Voltooid deelwoord                                | bītin              | buþin              | vurþin; urþin      | stulin; stolin     | mætin; miætin      | farin              |
| Onvoltooid deelwoord                              | bītande            | biūþande           | værþande           | stiælande          | mætande            | farande            |
| Indicatief tegenwoordige tijd (aantonende wijs)   |                    |                    |                    |                    |                    |                    |
| iak/jæk                                           | bīter              | biūþer             | værþer             | stiæler            | mæter              | farer              |
| þū                                                | bīter              | biūþer             | værþer             | stiæler            | mæter              | farer              |
| han/hōn/þæt                                       | bīter              | biūþer             | værþer             | stiæler            | mæter              | farer              |
| vī(r)                                             | bītom              | biūþom             | værþom             | stiælom            | mætom              | farom              |
| ī(r)                                              | bītin              | biūþin             | værþin             | stiælin            | mætin              | farin              |
| þē(r)/þā(r)/þē                                    | bīta               | biūþa              | værþa              | stiæla             | mæta               | fara               |
| Indicatief verleden tijd (aantonende wijs)        |                    |                    |                    |                    |                    |                    |
| iak/jæk                                           | bēt                | bøþ                | varþ               | stal               | mat                | fōr                |
| þū                                                | bētt               | bøþt               | varþt              | stalt              | mast               | fōrt               |
| han/hōn/þæt                                       | bēt                | bøþ                | varþ               | stal               | mat                | fōr                |
| vī(r)                                             | bitum              | buþum              | vurþom; urþom      | stālom             | mātom              | fōrom              |
| ī(r)                                              | bitin              | buþin              | vurþin; urþin      | stālin             | mātin              | fōrin              |
| þē(r)/þā(r)/þē                                    | bitu               | buþu               | vurþo; urþo        | stālo              | māto               | fōro               |
| Conjunctief tegenwoordige tijd (aanvoegende wijs) |                    |                    |                    |                    |                    |                    |
| iak/jæk                                           | bīte               | biūþe              | værþe              | stiæle             | mæte               | fare               |
| þū                                                | bīte               | biūþe              | værþe              | stiæle             | mæte               | fare               |
| han/hōn/þæt                                       | bīte               | biūþe              | værþe              | stiæle             | mæte               | fare               |
| vī(r)                                             | bītom              | biūþom             | værþom             | stiælom            | mætom              | farom              |
| ī(r)                                              | bītin              | biūþin             | værþin             | stiælin            | mætin              | farin              |
| þē(r)/þā(r)/þē                                    | bītin              | biūþin             | værþin             | stiælin            | mætin              | farin              |
| Conjunctief verleden tijd (aanvoegende wijs)      |                    |                    |                    |                    |                    |                    |
| iak/jæk                                           | biti               | buþi               | vurþe; urþe        | stāle              | māte               | fōre               |
| þū                                                | biti               | buþi               | vurþe; urþe        | stāle              | māte               | fōre               |
| han/hōn/þæt                                       | biti               | buþi               | vurþe; urþe        | stāle              | māte               | fōre               |
| vī(r)                                             | bitum              | buþum              | vurþom; urþom      | stālom             | mātom              | fōrom              |
| ī(r)                                              | bitin              | buþin              | vurþin; urþin      | stālin             | mātin              | fōrin              |
| þē(r)/þā(r)/þē                                    | bitin; biti        | buþin; buþi        | vurþin; urþin      | stālin             | mātin              | fōrin              |
| Imperatief (gebiedende wijs)                      |                    |                    |                    |                    |                    |                    |
| þū                                                | bīte               | biūþe              | værþ               | stiæle             | mæte               | fare               |
| vī(r)                                             | bītom              | biūþom             | værþom             | stiælom            | mætom              | farom              |
| ī(r)                                              | bītin              | biūþin             | værþin             | stiælin            | mætin              | farin              |

#### Zwakke werkwoorden
Zwakke werkwoorden worden onderverdeeld in vier categorieën:
- Eerste vervoeging: werkwoorden die eindigen op -a(r), -ā(r) in de tegenwoordige tijd. De meeste werkwoorden behoren tot deze categorie.
- Tweede vervoeging: werkwoorden die eindigen op -e(r), -æ(r) in de tegenwoordige tijd.
- Derde vervoeging: werkwoorden die eindigen op -i(r), -ø(r) in de tegenwoordige tijd.
- Vierde vervoeging: deze werkwoorden hebben in meer of mindere mate onregelmatige vervoegingen. Zo'n twintig werkwoorden vallen onder deze categorie.

Binnen de vervoegingscategorieën worden zwakke werkwoorden onderverdeeld in drie sub-categorieën:
- I: met de -þe uitgang in verleden tijd
- II: met de -de uitgang in verleden tijd
- III: met de -te uitgang in verleden tijd

### Syntaxis
Woordvolgorde was minder strikt in Oudzweeds dan in modern Zweeds als gevolg van complexe werkwoordsvormen.
Zowel verwijzende als niet-verwijzende onderwerpen konden worden weggelaten als werkwoordelijke samenstellingen de nodige informatie al overgebracht hadden, vergelijkbaar met de manier waarop dat in Spaans en Latijn voorkomt.
In naamwoordelijk zinsdelen kon de genitieve bijvoeglijke bepaling zowel vóór als achter het zelfstandig naamwoord staan waar het naar verwijst. Iemand zou bijvoorbeeld kunnen zeggen: zijn straat, maar ook straat zijn was toegestaan. Hetzelfde gold voor voornaamwoorden en bijvoeglijke naamwoorden (dat huis of huis dat; groene weide of weide groen).
Gedurende de Laat-Oudzweedse periode werd de genitieve bijvoeglijke bepaling steeds minder gebruikt, en hij werd altijd vóór het woord geplaatst waar het naar verwees, dus in modern Zweeds kan men enkel hans hus (zijn huis) zeggen, en wordt hus hans als incorrect gezien.

### Persoonlijke voornaamwoorden
Hieronder volgt een tabel van Oudzweedse persoonlijke voornaamwoorden
|            | Singular   | Singular             | Singular              | Plural     | Plural               | Plural                      |
| 1e persoon | 2e persoon | 3e persoon m./v./oz. | 1e persoon            | 2e persoon | 3e persoon m./v./oz. |                             |
| ---------- | ---------- | -------------------- | --------------------- | ---------- | -------------------- | --------------------------- |
| Nominatief | iak, jæk   | þu                   | han / hon / þæt       | vi(r)      | i(r)                 | þe, þer / þa, þar / þe, þøn |
| Genitief   | min        | þin                  | hans / hænna(r) / þæs | var, vara  | iþer, iþra           | þera / þera / þera          |
| Datief     | mæ(r)      | þæ(r)                | hanum / hænni / þy    | os         | iþer                 | þem / þem / þem             |
| Accusatief | mik        | þik                  | han / hana / þæt      | os         | iþer                 | þa / þa, þar / þe, þøn      |

### Getallen
De Oudzweedse Kardinaalgetallen zijn als volgt. De cijfers één tot en met vier verbuigen in de nominatieve, genitieve, datieve en accusatieve naamvallen en in alle drie de geslachten (mannelijk, vrouwelijk en onzijdig); hier worden de nominatieve vormen gegeven. Getallen boven de vier zijn onverbuigbaar.
|    | Oudzweeds                   | Modern Zweeds |    | Oudzweeds  | Modern Zweeds |
| 1  | ēn, ēn, ēt                  | en, ett       | 11 | ællivu     | elva          |
| 2  | twē(r), twār, tū            | två           | 12 | tolf       | tolv          |
| 3  | þrī(r), þrēa(r), þrȳ        | tre           | 13 | þrættān    | tretton       |
| 4  | fiūri(r), fiūra(r), fiughur | fyra          | 14 | fiughurtān | fjorton       |
| 5  | fǣm                         | fem           | 15 | fǣm(p)tan  | femton        |
| 6  | sæx                         | sex           | 16 | sæxtān     | sexton        |
| 7  | siū                         | sju           | 17 | siūtān     | sjutton       |
| 8  | ātta                        | åtta          | 18 | atertān    | arton         |
| 9  | nīo                         | nio           | 19 | nītān      | nitton        |
| 10 | tīo                         | tio           | 20 | tiughu     | tjugo         |

De hogere getallen zijn als volgt. de nummers 21–29, 31–39, enzovoorts worden op de volgende manier gevormd: ēn (twēr, þrīr, etc.) ok tiughu, ēn ok þrǣtighi, etc.
|    | Oudzweeds      | Modern Zweeds |      | Oudzweeds | Modern Zweeds |
| 30 | þrǣtighi       | trettio       | 70   | siūtighi  | sjuttio       |
| 31 | ēn ok þrǣtighi | trettioett    | 80   | āttatighi | åttio         |
| 40 | fiūratighi     | fyrtio        | 90   | nīotighi  | nittio        |
| 50 | fǣmtighi       | femtio        | 100  | hundraþ   | hundra        |
| 60 | s(i)æxtighi    | sextio        | 1000 | þūsand    | tusen         |

## Voorbeelden

### Västgötalagen
Dit is een uittreksel van de Westrogotische wet (Västgötalagen), de oudste onafgebroken tekst in de Zweedse taal, samengesteld gedurende de vroege 13e eeuw. Deze tekst duidt het begin van Oudzweeds aan.
Dræpær maþar svænskan man eller smalenskæn, innan konongsrikis man, eigh væstgøskan, bøte firi atta ørtogher ok þrettan markær ok ænga ætar bot. [...] Dræpar maþær danskan man allæ noræn man, bøte niv markum. Dræpær maþær vtlænskan man, eigh ma frid flyia or landi sinu oc j æth hans. Dræpær maþær vtlænskæn prest, bøte sva mykit firi sum hærlænskan man. Præstær skal i bondalaghum væræ. Varþær suþærman dræpin ællær ænskær maþær, ta skal bøta firi marchum fiurum þem sakinæ søkir, ok tvar marchar konongi.
Vertaling:
Als iemand een Zweed of een Smålander, een man uit het koninkrijk, maar niet een West Gaut doodt, betaalt hij acht örtugar en dertien marken, maar geen wergild. [...] Als iemand een Deen of een Noor doodt, betaalt hij negen marken. Als iemand een buitenlander doodt, dient hij niet verbannen te worden en te vluchten naar zijn clan. Als iemand een buitenlandse priester doodt, betaalt hij zo veel als voor een landgenoot. Een priester telt als een vrije man. Als een zuiderling of een Engelsman is gedood, betaalt hij vier marken aan de eiser en twee marken aan de koning.'

### Het leven van Heilige Eric
Deze tekst over Eric IX (1120–1160) kan worden gevonden in de Codex Bureanus, een collectie van Oudzweedse manuscripten van midden-14e eeuw.
Hǣr viliom wī medh Gudz nādhom sighia medh faam ordhom aff thø̄m hælgha Gudz martire Sancto Ērīco, som fordum war konungher ī Swērīke. Bādhe aff ǣt ok ædle han war swā fast aff konunga slækt som aff androm Swērīkis høfdingiom. Sidhan rīkit var v̄tan forman, ok han var kiǣr allom lanzins høfdingiom ok allom almōganom, thā valdo thē han til konungh medh allom almōghans gōdhwilia, ok sattis hedherlīca ā konungx stool vidh Upsala.
Vertaling:
Hier willen wij met Gods genade een paar woorden zeggen over de heilige martelaar Gods Heilige Eric, die eerder Koning van Zweden was. In zowel erfgoed als ridderlijkheid was hij duidelijker van koninklijke afkomst dan andere Zweedse leiders. Aangezien het rijk zonder een leider was en hij [Eric] geliefd was door alle landsadel en allen van het gewone volk, koos het volk hem als koning in hun welwillendheid, en zette hem eerbiedig op de troon van de koning op Uppsala.